# خيرة حمراوي
خيرة حمراوي (بالفرنسية: Kheira Hamraoui؛ مواليد 13 يناير 1990) هي لاعبة كرة قدم فرنسية محترفة تلعب كلاعبة وسط. وهي حاليًا لاعبة في نادي الشباب السعودي للسيدات.

## حادثة الاعتداء
في 4 نوفمبر 2021، تعرضت حمراوي للاعتداء في الشارع بعد أن جرها رجلان ملثمان من سيارة تابعة للنادي، واعتديا عليها بقضبان حديدية. تم القبض على زميلتها في الفريق أميناتا ديالو، التي كانت تقود السيارة، بعد الحادث؛ تم إطلاق سراحها لاحقًا من حجز الشرطة دون أي تهم. أثناء الهجوم، ورد أن الرجال الملثمين الذين اعتدوا على حمراوي قالوا «بهذه الطريقة إذن، تلمسين الرجال المتزوجين؟» في 19 نوفمبر، أعلنت زوجة إريك أبيدال، حياة، أنها تقدمت بطلب الطلاق بعد أن تبين أنه كان على علاقة غرامية مع حمراوي. ومع ذلك، بعد مزيد من التحقيق، أعيد اعتقال ديالو في سبتمبر 2022 بتهمة الإيذاء الجسدي الخطير.

## وصلات خارجية
- خيرة حمراوي على موقع الاتحاد الدولي (مؤرشف)  (الإنجليزية)
- خيرة حمراوي على موقع الاتحاد الأوربي (الإنجليزية)
- خيرة حمراوي على موقع إي إس بي إن إف سي (الإنجليزية)
- خيرة حمراوي على موقع قاعدة بيانات كرة القدم.إي يو (الإنجليزية)
- خيرة حمراوي على موقع ليكيب (الفرنسية)
- خيرة حمراوي على موقع Soccerway.com (الإنجليزية)
- خيرة حمراوي على موقع عالم كرة القدم.نت (الإنجليزية)
- خيرة حمراوي على موقع أوليمبيديا (الإنجليزية)
- خيرة حمراوي على موقع اللجنة الأولمبية الفرنسية (مؤرشف) (الفرنسية)
- خيرة حمراوي على موقع IMDb (الإنجليزية)